# Жирунес
Жируне́с - район (кумарка) Каталонії (кат. Gironès). Столиця району - м. Жирона (кат. Girona, ісп. Херона, Gerona).  

## Фото

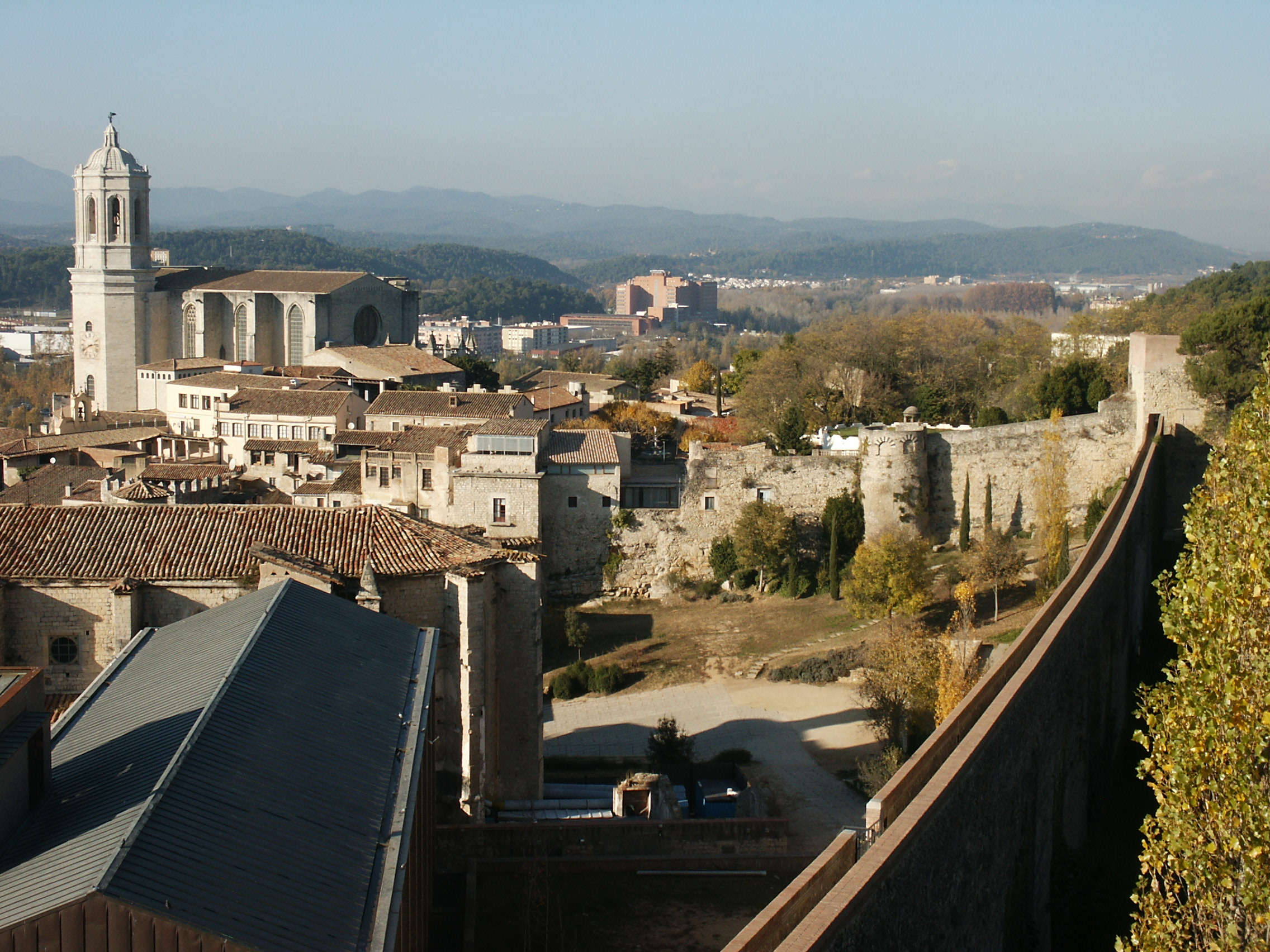
Міські стіни Жирони
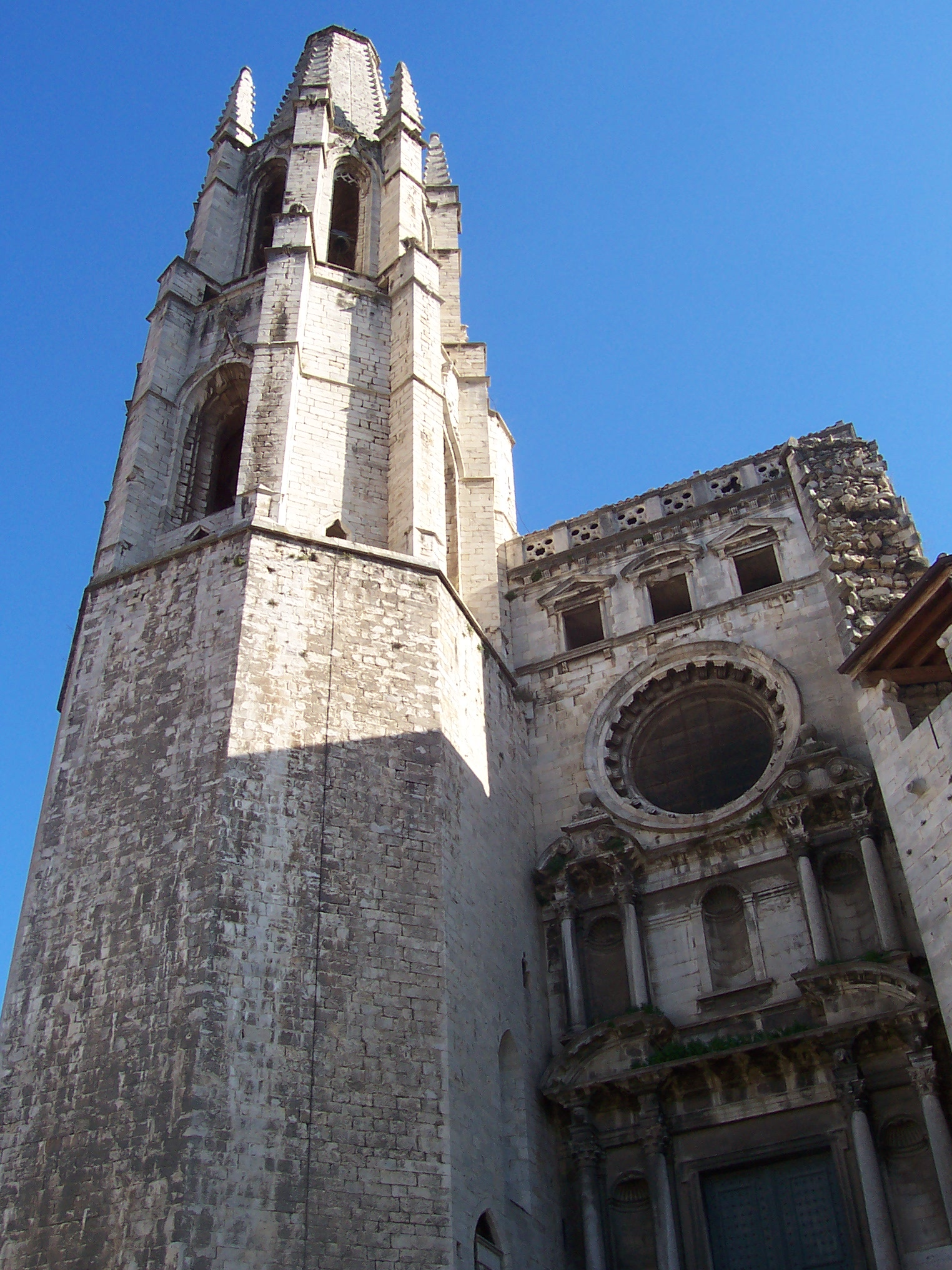
Церква Сан Фаліу у м. Жирона

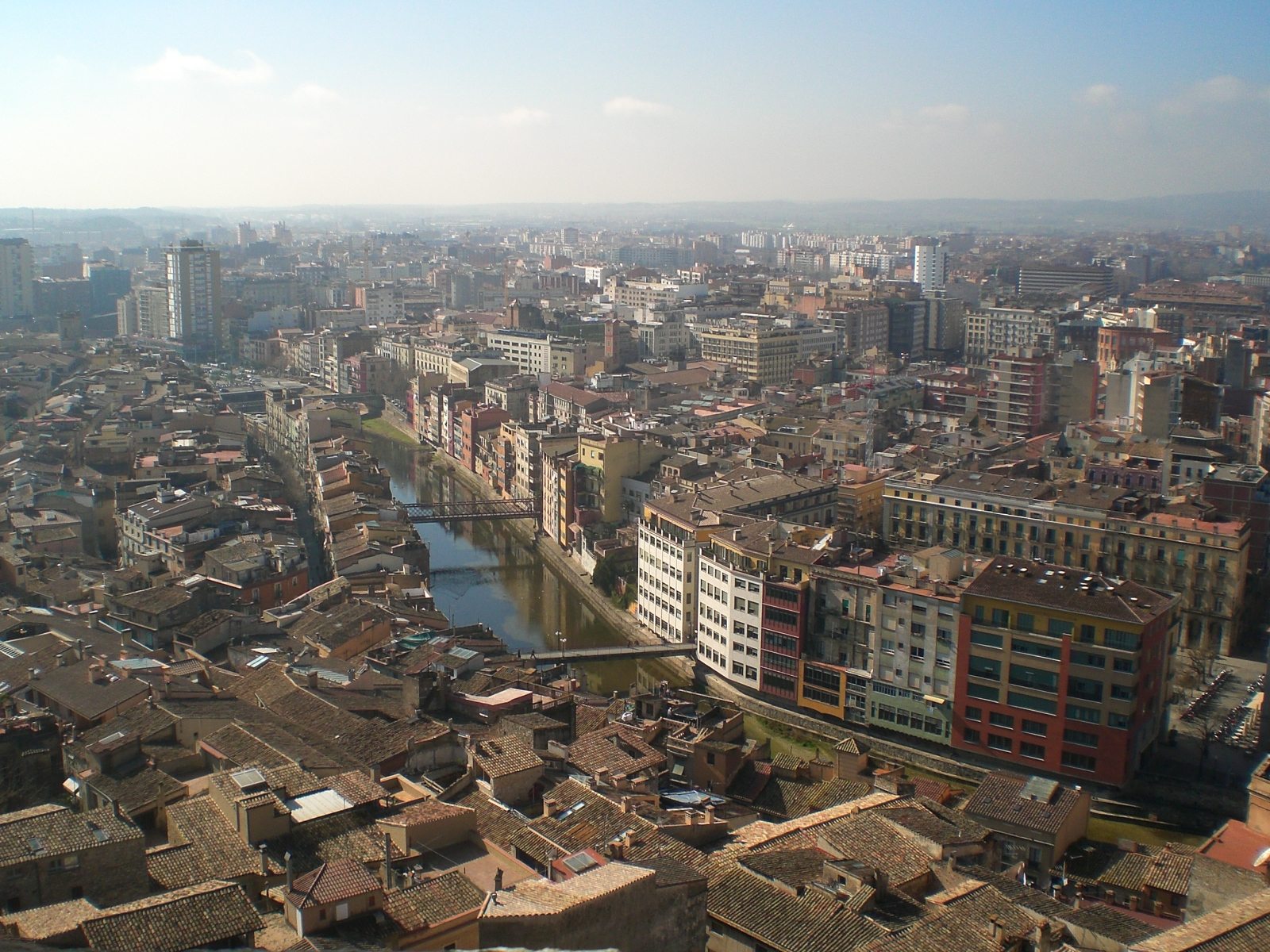
Панорама м. Жирони
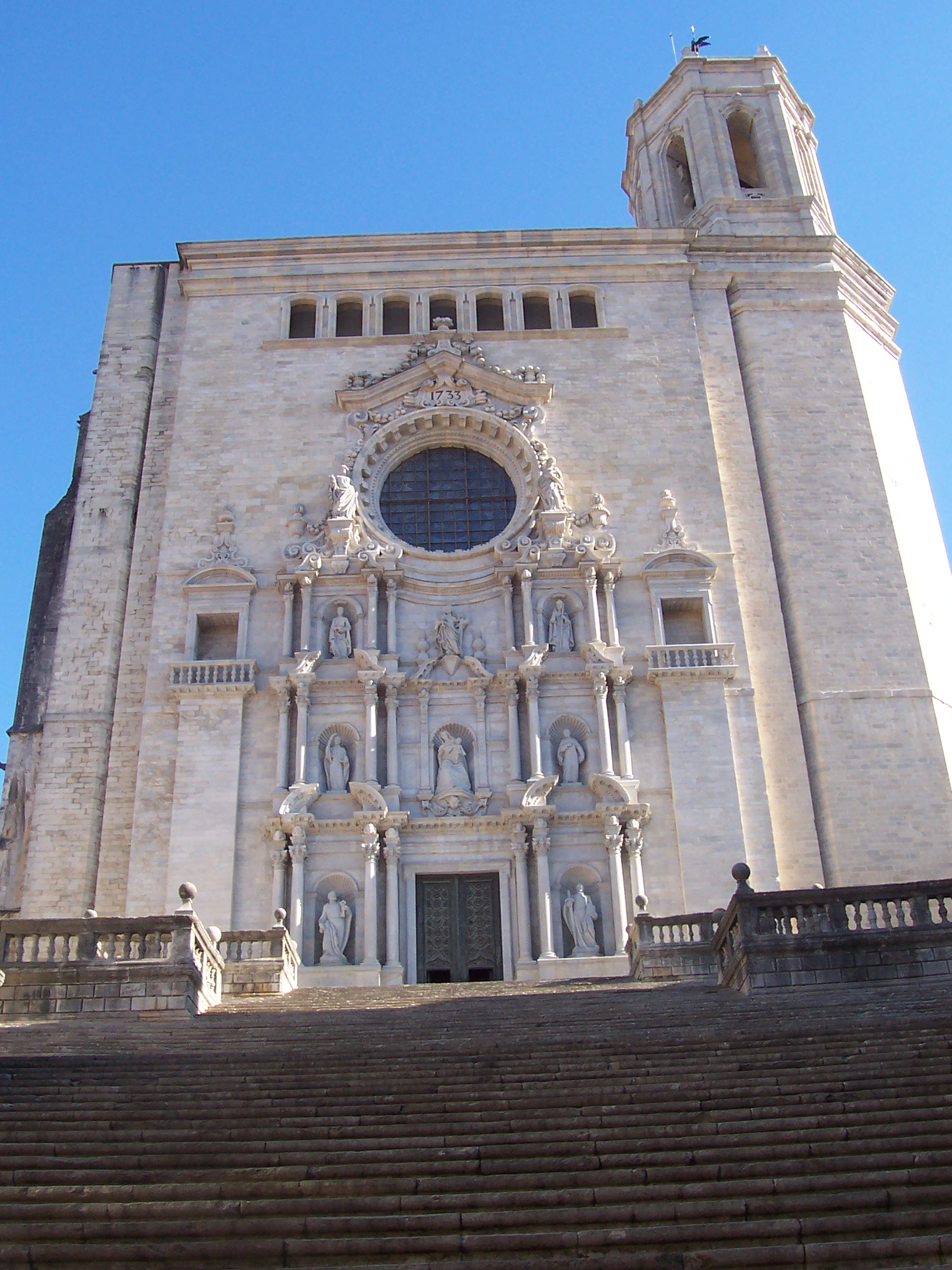
Кафедральний собор Жирони

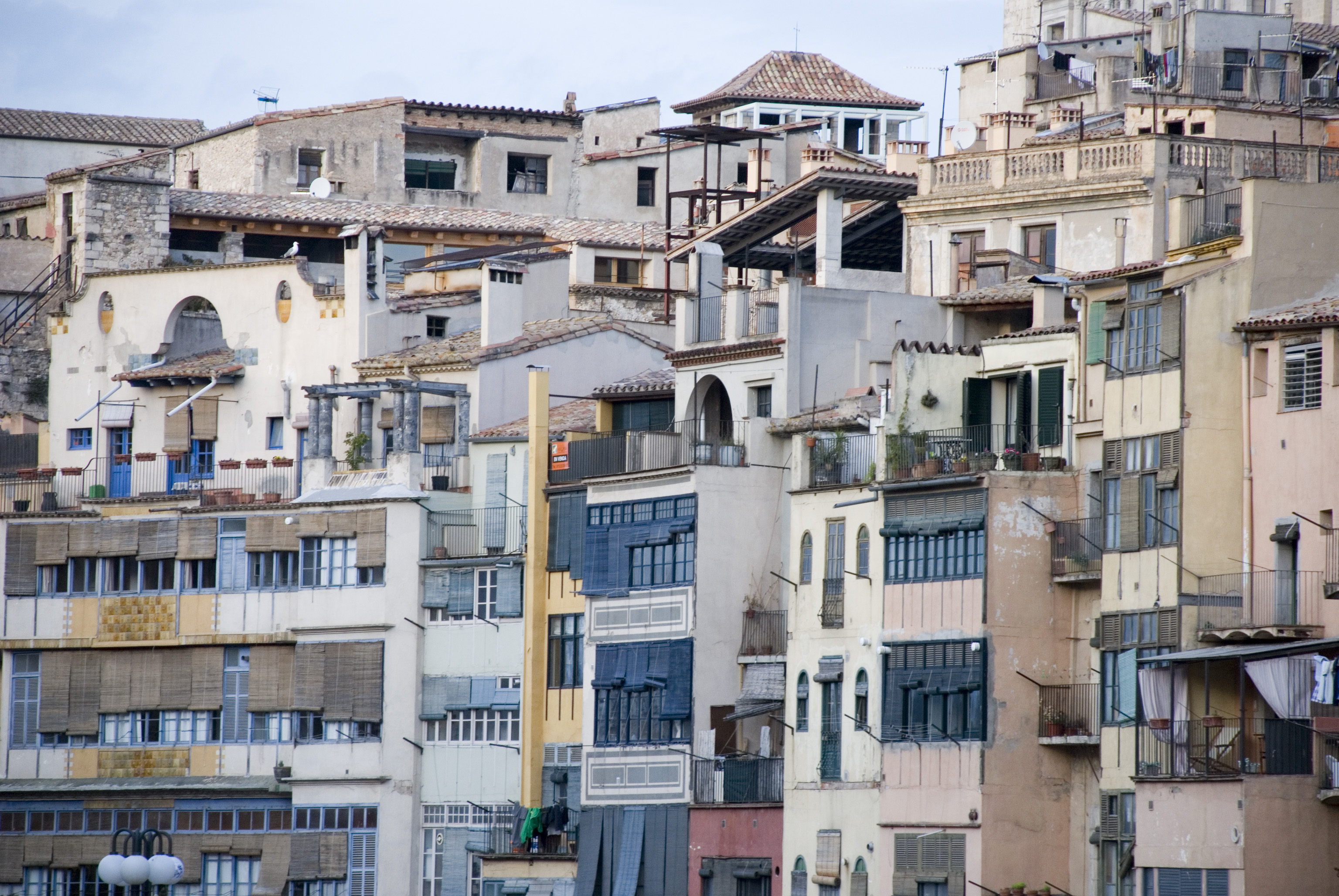
Будинки на р. Уньар у м. Жирона
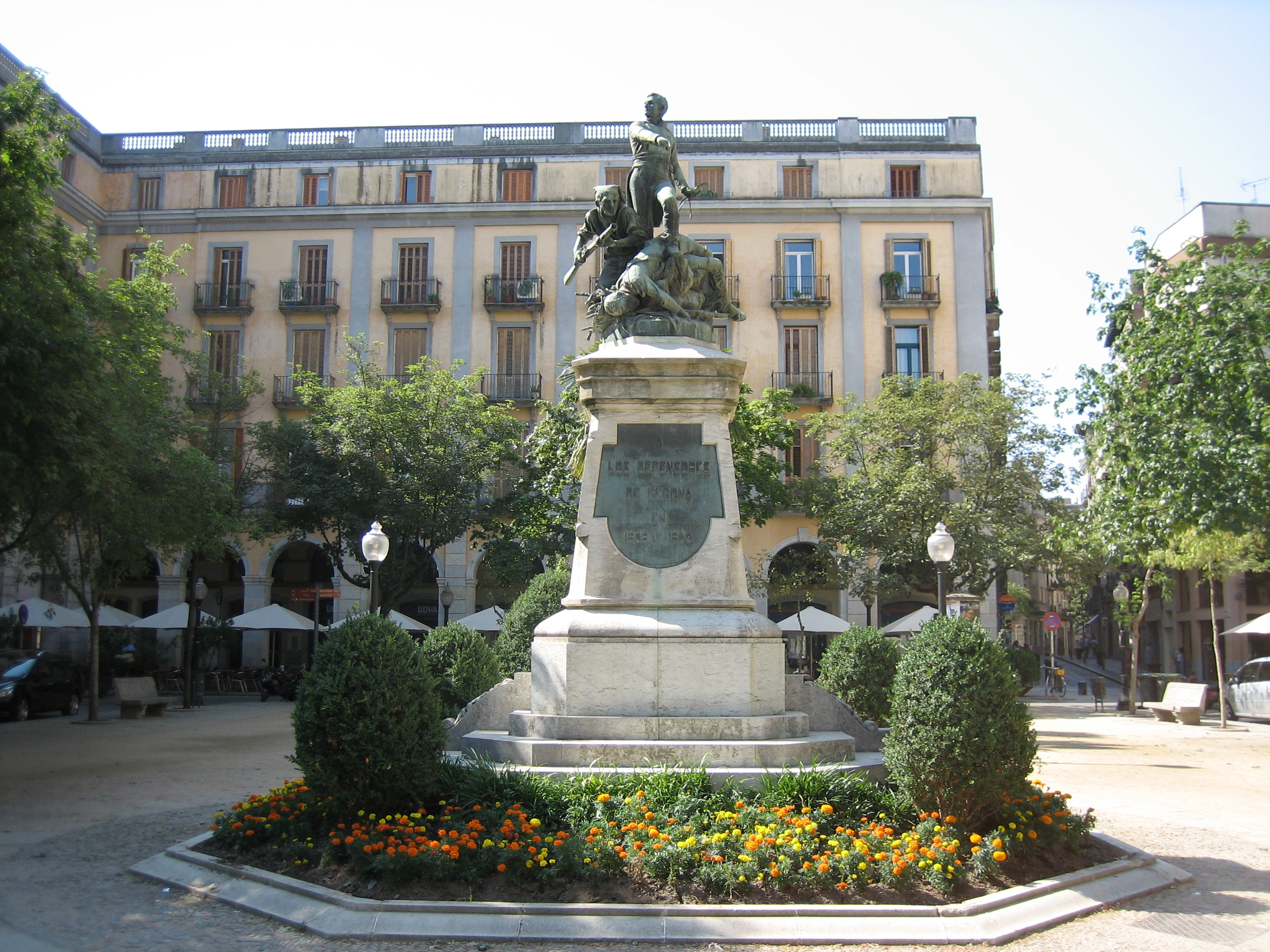
Скульптура на пл. Незалежності у м. Жирона

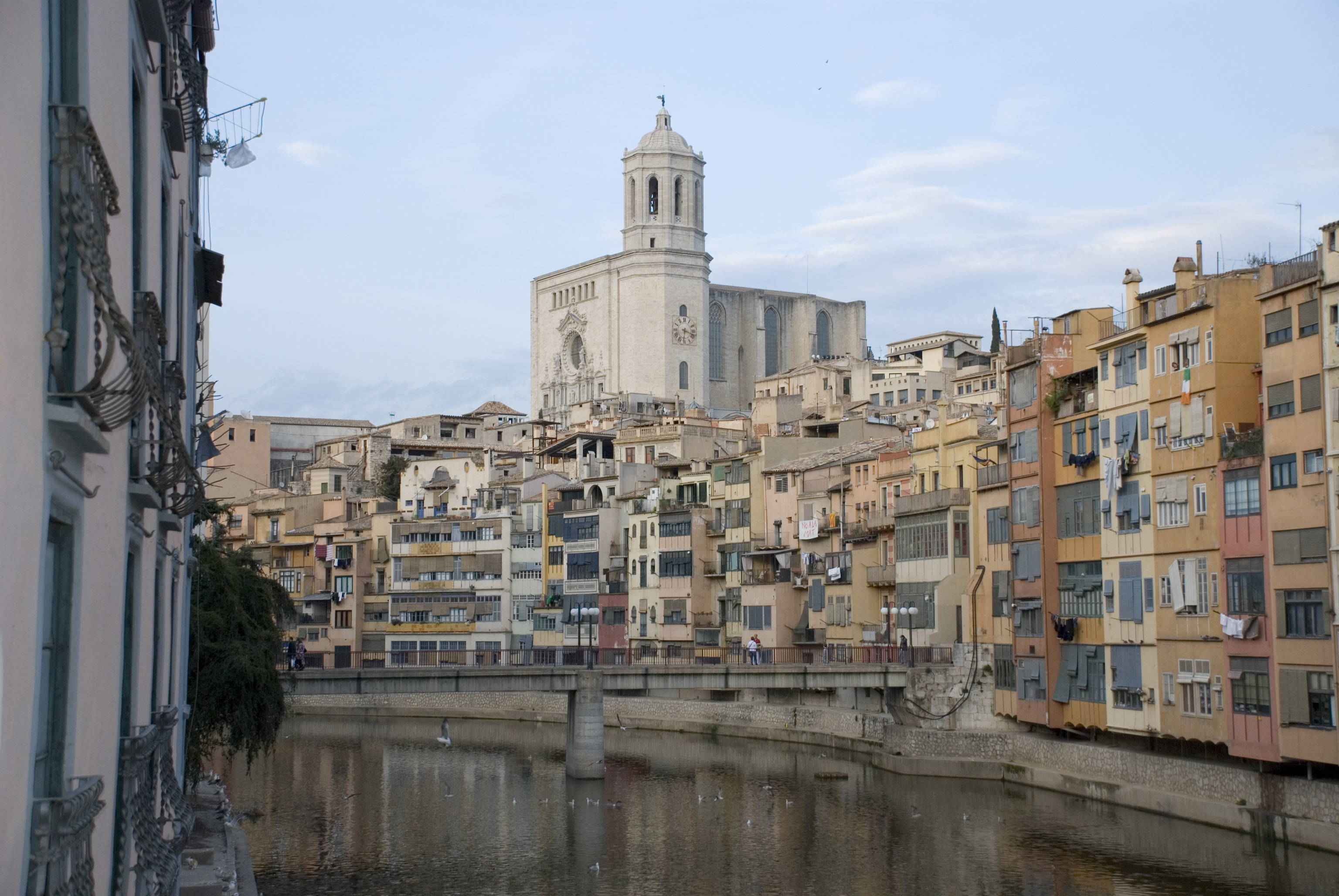
Панорама Жирони - вид від р. Уньар
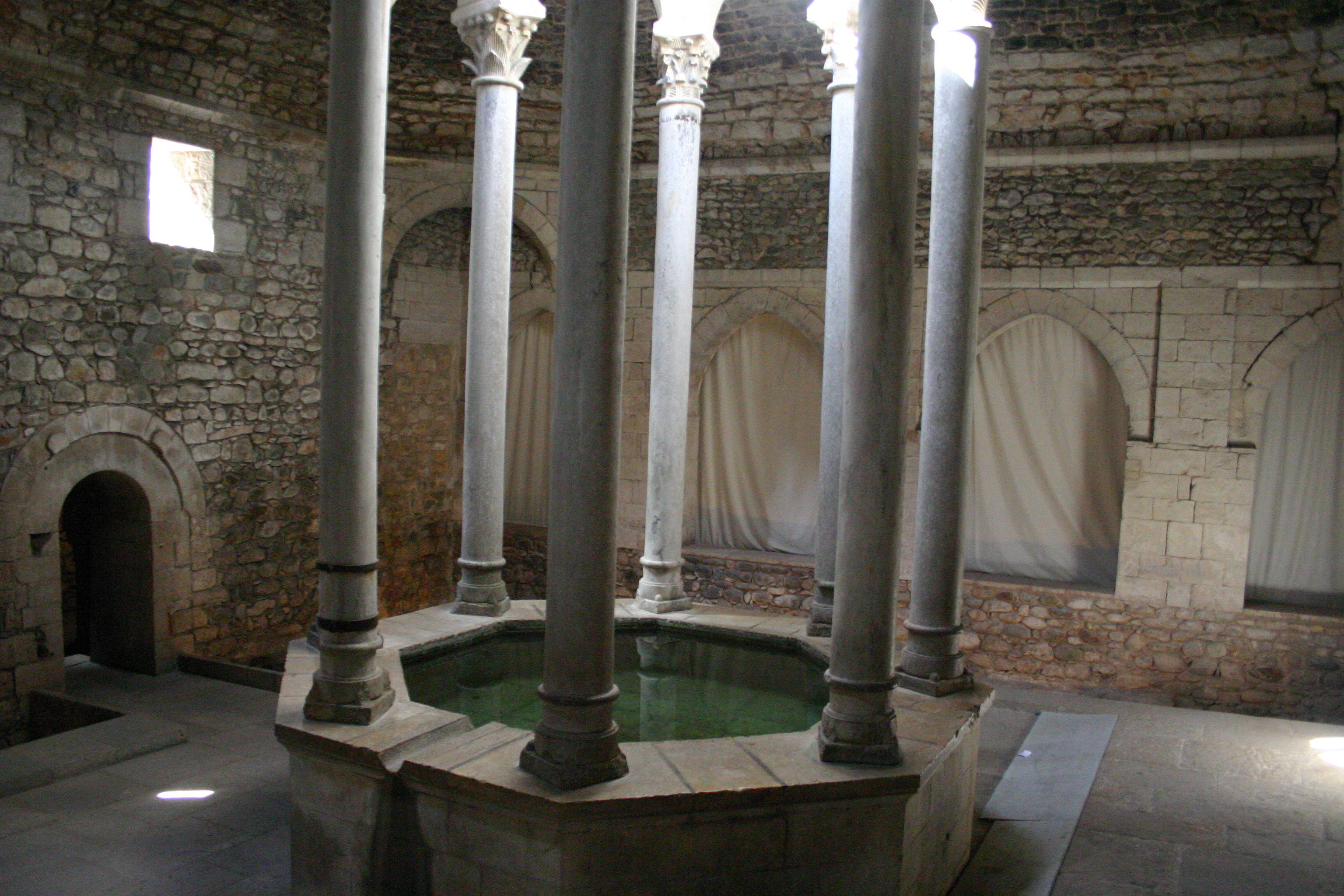
Арабська лазня, XII ст., м. Жирона

## Муніципалітети
- Айгуабіба (кат. Aiguaviva) - населення 614 осіб;
- Баскано (кат. Bescanó) - населення 4.121 особа;
- Білаблареш (кат. Vilablareix) - населення 2.266 осіб;
- Біладасенс (кат. Viladasens) - населення 200 осіб;
- Бурділс (кат. Bordils) - населення 1.625 осіб;
- Жирона (кат. Girona) - населення 92.186 осіб;
- Жуйа (кат. Juià) - населення 297 осіб;
- Кампльон (кат. Campllong) - населення 400 осіб;
- Канет-д'Адрі (кат. Canet d'Adri) - населення 599 осіб;
- Каса-да-ла-Селба (кат. Cassà de la Selva) - населення 8.994 особи;
- Куар (кат. Quart) - населення 2.618 осіб;
- Лягустера (кат. Llagostera) - населення 7.314 осіб;
- Лямбіляс (кат. Llambilles) - населення 641 особа;
- Мадраманья (кат. Madremanya) - населення 219 осіб;
- Сал (кат. Salt) - населення 27.763 особи;
- Салра (кат. Celrà) - населення 3.947 осіб;
- Сан-Ґрегорі (кат. Sant Gregori) - населення 3.006 осіб;
- Сан-Жорді-Дасбальш (кат. Sant Jordi Desvalls) - населення 622 особи;
- Сан-Жуан-да-Мульєт (кат. Sant Joan de Mollet) - населення 513 осіб;
- Сан-Жуліа-да-Раміс (кат. Sant Julià de Ramis) - населення 2.866 осіб;
- Сан-Марті-Бель (кат. Sant Martí Vell) - населення 232 особи;
- Сан-Марті-да-Льємана (кат. Sant Martí de Llémena) - населення 527 осіб;
- Сант-Андреу-Салоу (кат. Sant Andreu Salou) - населення 161 особа;
- Сарбіа-да-Те (кат. Cervià de Ter) - населення 850 осіб;
- Сарріа-да-Те (кат. Sarrià de Ter) - населення 4.144 особи;
- Фласа (кат. Flaçà) - населення 1.018 осіб;
- Фурнельш-да-ла-Селба (кат. Fornells de la Selva) - населення 1.971 особа.